# Václav Eret
Václav Eret (17. listopadu 1927 Lhůta – 26. března 2015 Plzeň) byl československý házenkář a reprezentant Československa.

## Kariéra
S házenou začal v rodné Lhůtě, později přešel do Tymákova a na vojně působil v ATK Praha. Po ukončení vojenské služby nastoupil do týmu Škoda Plzeň. Závěr své hráčské kariéry si odbyl v Německu coby hrající trenér v Milbertshofenu a Regensburgu. Po návratu do republiky ještě chvíli hrál za Lokomotivu Plzeň. Aktivní kariéru ukončil ve 39 letech.
V roce 1974 dovedl jako trenér Škodu Plzeň k ligovému titulu.

## Ocenění
- zasloužilý mistr sportu[2]